# Canton de Sauxemesnil
Le canton de Sauxemesnil est une ancienne circonscription administrative de la Manche.